# Запис храст код гробља (Бербатово)
Запис храст код гробља (Бербатово) се налази на парцели чији је власник Град Ниш.

## Локација
| Општина             | Ниш-Палилула                                                     |
| Катастарска општина | Бербатово                                                        |
| Потес               | Дел                                                              |
| Координате          | 43° 15′ 39″ С; 21° 56′ 26″ И / 43.260899999999999° С; 21.9406° И |
| Надморска висина    | 486m                                                             |

## Карактеристике
Дендрометријске вредности утврђене на терену и сателитским снимцима:
| Стабло                     | Храст |
| Висина стабла              | m     |
| Обим дебла                 | m     |
| Пречник крошње             | 10m   |
| Пречник дебла              | m     |
| Висина дебла до прве гране | m     |

## База записа
Запис је у оквиру Викимедија пројекта "Запис - Свето дрво" заведен под редним бројем 1019.